# Port Ludlow
Pour les articles homonymes, voir Ludlow.
Port Ludlow est une census-designated place (CDP) et communauté non-incorporée du comté de Jefferson, dans l'État de Washington, aux États-Unis.
Elle porte le nom du militaire Augustus Ludlow (en), mort lors la guerre anglo-américaine de 1812.